# Cathédrale Saint-Gervais-Saint-Protais de Lectoure
Pour les articles homonymes, voir Église Saint-Gervais-Saint-Protais et Église Saint-Gervais.

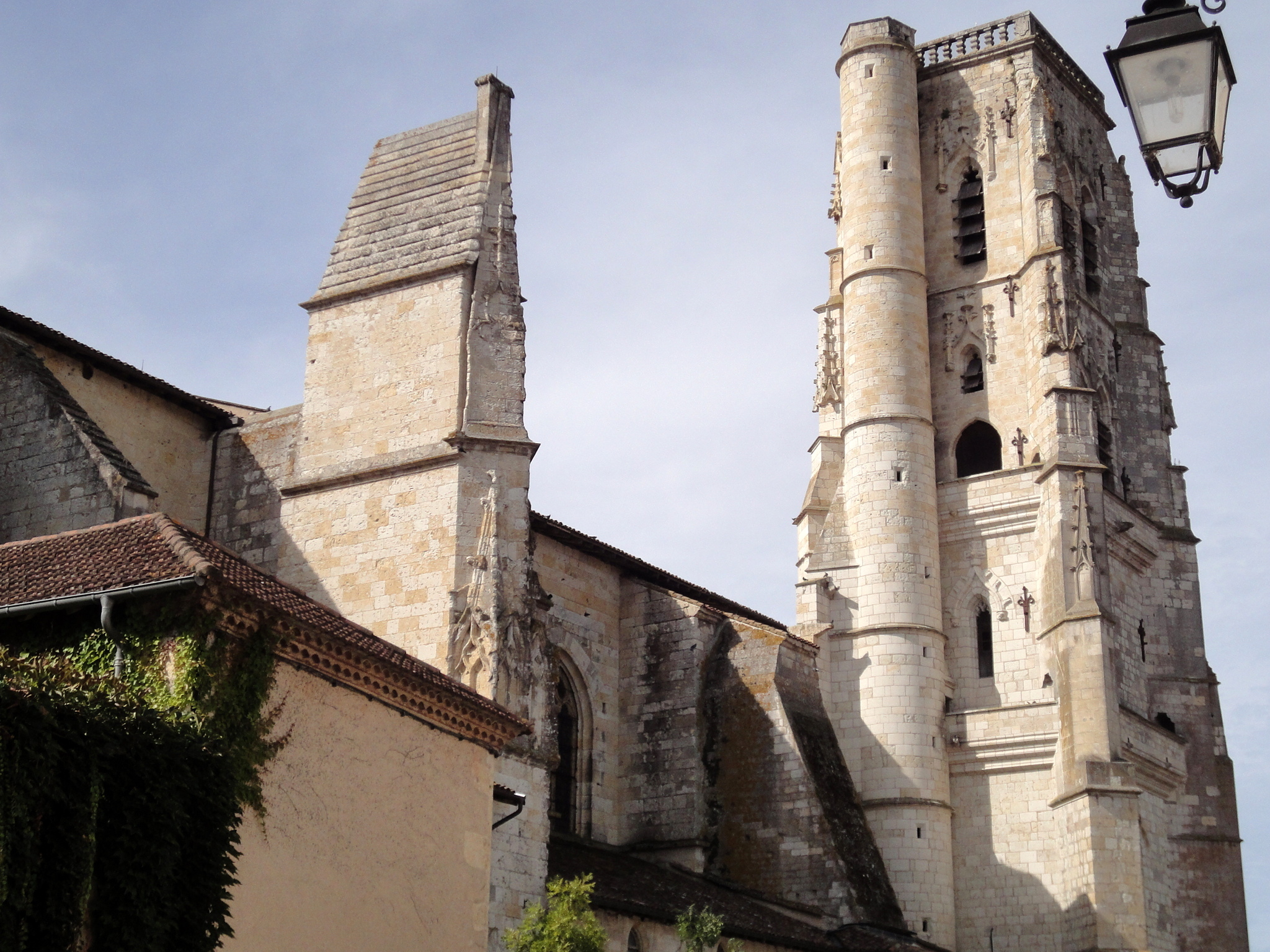
Le clocher, vu de l'est.

La cathédrale Saint-Gervais et Saint-Protais de Lectoure est le principal édifice religieux de la commune de Lectoure, dans le département du Gers. Elle est dédiée à saint Gervais et saint Protais.
La cathédrale était le siège de l’ancien diocèse de Lectoure (un évêché mentionné depuis 506) jusqu'au 29 novembre 1801, date à laquelle le pape Pie VII a établi la bulle Qui Christi Domini rattachant le territoire du diocèse de Lectoure à celui du diocèse d'Auch.
La cathédrale Sainte-Marie d'Auch est alors devenu la cathédrale de l'archidiocèse d'Auch où siège l'évêque. Depuis 1801, la cathédrale est devenue l'église paroissiale Saint-Gervais et Saint-Protais.
Elle est classée monument historique dès 1897 et la cathédrale a été classée par un arrêté en 1912.

## Histoire

### Origines
L’édifice actuel a succédé à plusieurs autres. L’emplacement, sur la partie la plus élevée du plateau lectourois, était déjà un lieu de culte avant l’arrivée des Romains, et ceux-ci y élevèrent des temples, comme en témoignent les nombreux autels tauroboliques découverts lors de la reconstruction du chœur en 1540, tandis que la ville elle-même se construisait dans la plaine. La première église dut être bâtie dans la ville antique, peut-être à l’emplacement de l’actuelle église Saint-Gény, mais on n’en a conservé aucun vestige.
La première église attestée sur l'emplacement actuel était dédiée à saint Thomas. Après la période gallo-romaine, la ville était revenue sur les hauteurs. L’église Saint-Thomas suit le délabrement général de l’environnement ecclésiastique. Un concile réuni à Toulouse en 1118 décide de remettre dans l’abbaye de Saint-Gény des moines « de bonne vie », et de reconstruire une cathédrale.

### La cathédrale romane
Là encore on ne sait rien de cette construction. Sur un dessin de 1380 du notaire Pey de Mayrès, on voit une tour romane carrée et une flèche ajourée qui peut dater du XIIIe siècle. Le plan de la nef, encore visible, montre deux larges travées carrées, avec d’énormes piliers quadrangulaires. En comparant ce plan avec ceux de Cahors ou de Souillac, on peut émettre l’hypothèse que la cathédrale de Lectoure était couverte de coupoles, ou du moins que telle était l’intention première des bâtisseurs.
À la fin du XIIIe siècle, l’évêque Géraud de Monlezun fait édifier des voûtes sur croisées d’ogives. On ne sait pas si les coupoles avaient été construites, ou si le projet a simplement changé. L’évêque de Monlezun fait également édifier le chœur, et un clocher à l’angle Nord-Ouest.

### La destruction de 1473
À la suite des démêlés tragiques de Jean V d'Armagnac avec le roi Louis XI, Lectoure est assiégée. Les troupes royales prennent la ville, tuent Jean V, pillent et incendient les maisons. La cathédrale, qui dans la partie Est de la ville fait partie des fortifications et abrite ses derniers défenseurs, est particulièrement exposée : la façade, le clocher, la nef sont en grande partie démolis.
Pendant des mois, Lectoure incendiée, démolie, vidée de ses habitants, est une ville fantôme. Puis Louis XI décide d’aider la reconstruction et la repopulation, en exemptant les habitants d'impôts.

### La fin duXVesiècle
Cette fin du XVe siècle est pour Lectoure une véritable résurrection. Des chantiers s'ouvrent partout, dont le moindre n'est pas celui de la cathédrale qu'il faut reconstruire. En 1487, l’évêque Pierre d'Abzac de La Douze fait appel à un maître d’œuvre tourangeau, Mathieu Reguaneau.
Reguaneau refait la nef, la façade, et son chef-d’œuvre, le clocher-donjon (1488), qui, prolongé d’une flèche, avoisine les 90 mètres de hauteur et en fait l'un des plus hauts édifices de l'époque. La date de 1488 marquant le début des travaux est encore visible dans la première chapelle Nord de la nef, sur le linteau de la porte qui donne accès au clocher.

### LeXVIesiècle
L’évêque Jean de Barton décide en 1540 de poursuivre la rénovation de la cathédrale en remplaçant le chœur roman, et en améliorant la nef. Cette vaste entreprise est confiée à l’architecte Arnaud Cazanove. Les chapelles du chœur, de plan carré, ne font pas saillie à l’extérieur et sont reliées par des massifs de maçonnerie triangulaires, constituant un chevet polygonal simple.
Comme dans les églises du Nord, on a doté le chœur d’un déambulatoire. Cazanove construit le haut contrefort Nord, qui n’a pas son pendant au Sud : vestige sans doute d’un projet d’élever une nef plus haute, au moins de la hauteur du chœur. Dans la nef, il divise en deux les grandes travées pour créer deux chapelles dans chacune, et établit au-dessus une galerie haute ou triforium.

### Les guerres de Religion
En 1561, les partisans de la religion réformée sont maîtres de Lectoure. Ils entreprennent alors de démolir méthodiquement les édifices religieux. La cathédrale, dont la reconstruction n’était pas terminée, voit ses voûtes abattues, le mur Sud presque rasé… L’évêque Guillaume V de Barton s’est réfugié à Auch et le diocèse reste vacant.
Blaise de Monluc, commandant les armées catholiques, met le siège en septembre 1562 devant Lectoure. En reprenant la ville, il arrête la démolition de la cathédrale. Mais les troubles ne sont pas pour autant terminés et les travaux ne recommenceront qu’en 1600, après la promulgation de l’édit de Nantes (1598). Pour des raisons d’économie, on ne reprend pas les plans ambitieux de Jean de Barton. L’architecte Bathia termine la reconstruction en apportant ses propres modifications : c’est lui qui place l’énorme arc triomphal qui fait la jonction entre la nef et le chœur.

### DuXVIIIeauXXesiècle
En 1742, on décide une grande campagne de travaux destinés à reconstruire le chœur, les collatéraux, la charpente et la couverture de la cathédrale. Mais les conflits incessants entre l’évêque et les consuls, la difficulté de réunir les sommes nécessaires, réduisent le projet à quelques réparations au moindre frais. Faute d’engager 145 livres pour des réparations au clocher, on en arrivera à devoir dépenser plus de 10 000 livres pour démolir la flèche et l'étage octogonal qui la supportait. Selon la légende (manifestement fausse), la foudre, en tombant sur le clocher, se serait propagée jusqu’aux caves de l’évêque, brisant ses plus précieuses bouteilles.
En comparaison de ce vandalisme officiel, on a pu dire que la Révolution avait fait moins de dégâts : on jette à bas du clocher les 12 statues, représentant les 8 prophètes de l’Ancien Testament et les 4 évangélistes, on martèle les ornements du portail...
Le 27 avril 1745, l'évêque de Lectoure, monseigneur Paul Robert de Beaufort bénit la première pierre de la voûte du chœur. Une grande procession est organisée et la « pierre est posée sur le premier pilier du cœur du côté du cimetière. » Une foule nombreuse se présente alors à la cathédrale.
En 1745, Dominique Ier de Bastard-Saint-Denis, dit Monsieur de l'Isle, (décédé le 27 septembre 1745) capitaine d'infanterie, conseiller du roi, président, juge-mage et lieutenant-général civil et criminel du présidial de Lectoure, subdélégué de l'intendant de Béarn, Navarre et d'Auch, y est enterré dans la chapelle Saint-Luc. Il est fils de Dominique Ier de Bastard, conseiller du roi, receveur des finances, trésorier général et grand voyer de France, seigneur de Saint-Denis-sur-Garonne, et de Cécile de Lousteau. Il avait épousé le 22 juin 1700, Marguerite de Lucas.
Aux XIXe et XXe siècles, peu de modifications majeures : suppression du jubé (1825), relégation du maître-autel classique dans la chapelle axiale, remplacé par un autel néo-gothique en marbre de Carrare (1880). Au début du XXe siècle on détruit la maison greffée sur la base occidentale du clocher. Dorénavant on s’attache à restaurer à l’identique, notamment la façade Ouest dont le calcaire fragile est mis à mal par les intempéries.

## Visite

### Extérieur

#### Le clocher
De quelque côté qu'on aborde Lectoure, c'est la silhouette du clocher-tour qui s'impose. Il a été construit d'un seul jet en 1488, par le maître d'œuvre Mathieu Reguaneau, et s'il est accolé à la nef de la cathédrale, il n'en est pas moins architecturalement indépendant (bien que son angle sud-est repose sur l'ancien pilier quadrangulaire de l'église romane primitive). Sa hauteur actuelle est de 45 mètres. Il se compose de cinq niveaux de plan carré et de largeurs décroissantes, ce qui lui donne une silhouette de pyramide tronquée. D'épais contreforts occupent les angles.
Conformément à son rôle défensif, à proximité de la porte Est de la ville, seul point d'accès, la partie basse du clocher ne comporte que peu d'ouvertures et de décoration : celles-ci augmentent aux étages supérieurs. Les grandes fenêtres garnies d'abat-sons comportaient à l'origine un montant central et des arcs polylobés. Les contreforts sont ornés de piédestaux et de dais qui étaient occupés par des statues de prophètes et d'évangélistes, jusqu'à la Révolution. Le troisième et le quatrième niveau sont entourés par des galeries extérieures, entre les contreforts.
Des passages ménagés dans les contreforts permettent d'y circuler. L'horloge se trouve au troisième niveau (qui, de fait, correspond au premier « étage », car il n'y a pas de plancher entre le rez-de-chaussée et le niveau au-dessus). Au-dessus se trouve le beffroi, qui comporte trois cloches. Enfin, la plate-forme supérieure, entourée d'une balustrade de pierre, permet une vue très étendue. À l’angle sud-ouest, un rectangle de fer, jadis peint aux couleurs du drapeau français, aujourd’hui en blanc, fait office de girouette. Une sirène occupe le centre de la plateforme.
On accède aux différents étages du clocher, ainsi qu'à la tribune de l'orgue, aux tribunes de la nef et à l'extrados des voûtes, sous la toiture de la nef, par un escalier à vis placé dans une tourelle extérieure, à l'angle sud-est du clocher.
Jusqu'à la fin du XVIIIe siècle, le clocher se prolongeait par un étage octogonal, entouré d’une balustrade à jour, et qui se reliait aux contreforts d'angle par des pinacles et des arcs-boutants richement ornementés, et une flèche très aiguë dont les faces étaient ornées en écailles de poisson et les angles en files de crochets. Un bouton terminal de près d'un mètre de diamètre, portant une croix de fer, terminait l'ensemble, qui atteignait quatre-vingt-huit mètres de haut.
La tourelle de l’escalier était sommée d’une pyramide hexagonale. Après la démolition de l’étage supérieur et de la flèche, on établit une balustrade et une toiture. Mais peu de temps après, la foudre frappa encore et la haut du clocher fut garni d’une terrasse et d’une nouvelle balustrade du type « lectourois » du XVIIIe siècle, sans rapport avec le reste de l’architecture, qui sont toujours en place. On établit également un chaînage de fer dont les ancres apparaissent sur les faces du clocher. Les meneaux et les croisillons polylobés qui divisaient les baies furent supprimés.
Le clocher était évidemment un poste d'observation de choix. Un poème en gascon écrit par Darquier, curé de Saint-Clar, contemporain ou successeur de Jean-Géraud d'Astros, relate sur le mode héroï-comique un épisode des guerres de religion, où catholiques et protestants se disputaient la maîtrise de la ville, la Guèrra deus Limacs (la guerre des escargots) : une nuit, du haut du clocher, les guetteurs voient des dizaines de lueurs tremblotantes se déplacer dans la plaine.
Il ne fait pas de doute que ce sont des ennemis qui tentent une attaque-surprise sur la cité endormie. Aussitôt, ils sonnent le tocsin, toute la population se porte en armes sur tous les remparts. On envoie une patrouille en reconnaissance, et il s'avère que les mystérieux ennemis sont de braves gens qui, avec des lanternes, recherchent des escargots, dont les Lectourois étaient très friands, ce qui leur valait le surnom de limacaïres.

#### La cathédrale

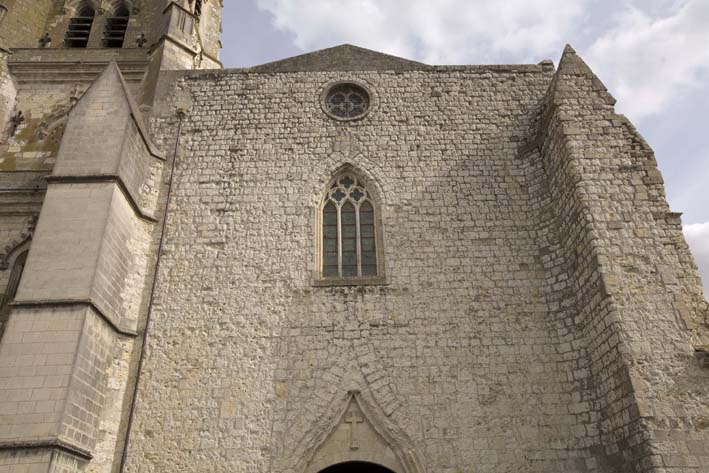
Vue de la façade laissant deviner l’ornementation du portail et les dix niches le surmontant, martelées lors des guerres de Religion
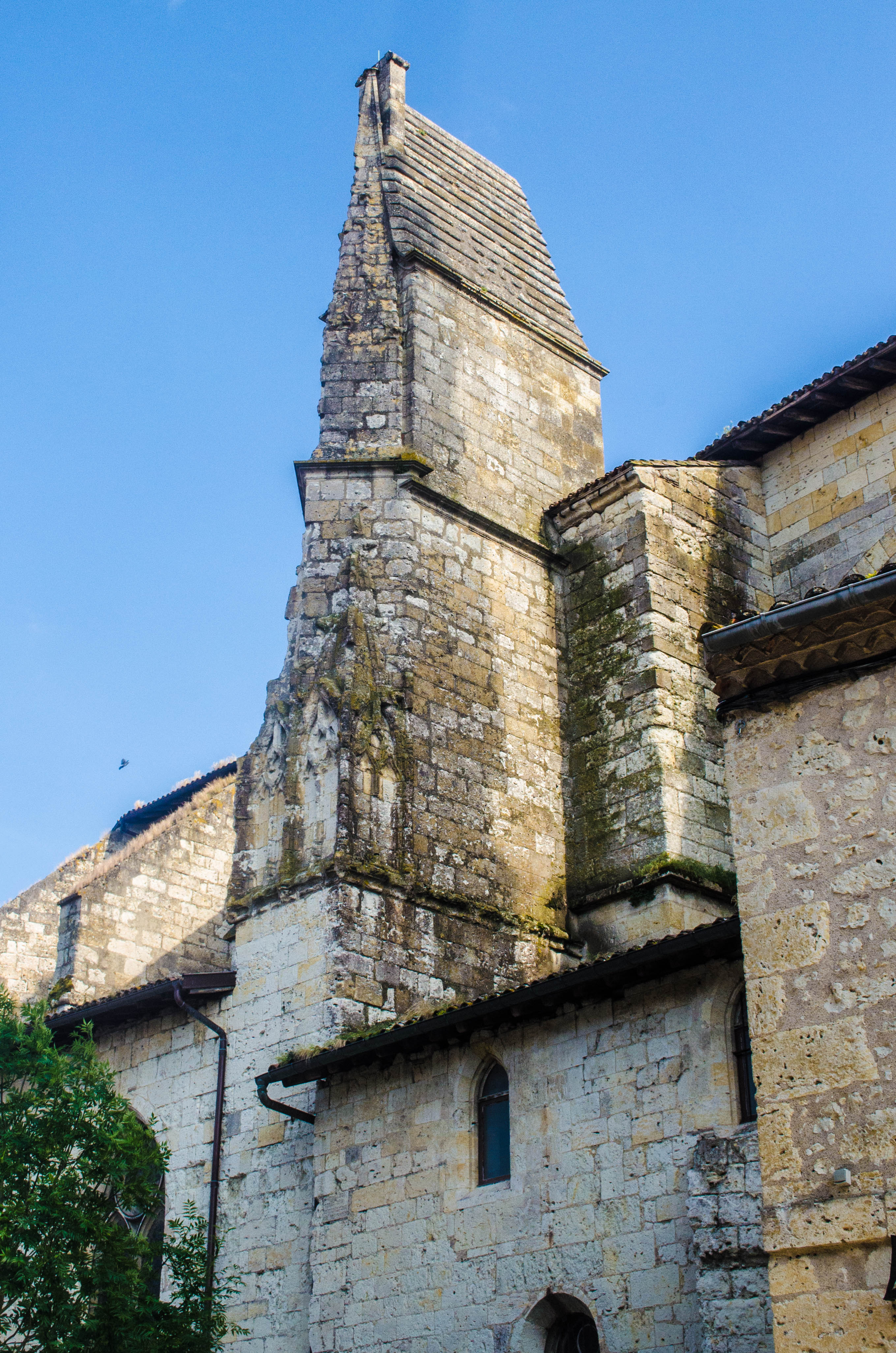
Le contrefort Nord

La façade occidentale, encadrée par deux puissants contreforts terminés en bâtière, est d'une grande sobriété, qu'il faut pour beaucoup attribuer aux ravages du temps sur le calcaire dont elle est faite, mais aussi aux Protestants qui lors des guerres de Religion ont martelé la riche ornementation du portail et, au-dessus, les niches avec piédestaux et dais qui contenaient des statues. Elle est essentiellement du XVe siècle.
Le portail, à quatre arceaux en accolade, à nervures prismatiques, reposant sur des colonnettes, a été privé au XIXe siècle de son linteau et de son pilier central, remplacés par un arc en anse de panier très banal. Au-dessus du portail, on distingue à peine la trace des dix petites niches. Plus haut, une grande fenêtre ogivale, et enfin un oculus quadrifolié donnant maintenant sur les combles. Un fronton triangulaire, réduit au XIXe siècle, ne parvient pas à rompre l'horizontalité de la muraille, alors qu’à l’origine celle-ci formait un pignon.
À droite de la façade, se trouve l'entrée de l'hôtel de ville, jadis évêché, puis hôtel particulier du maréchal Lannes, puis sous-préfecture. Ces bâtiments ne permettent pas de voir le côté Sud de la nef, sauf en pénétrant plus avant dans la promenade des Marronniers où l'on a un aperçu sur le chevet. Les voûtes du chœur sont contrebutées à l’extérieur par des contreforts relativement minces mais se déployant sur toute la largeur des chapelles, solution préférée à des arcs-boutants, et qui conservent à l’ensemble du chevet la massivité et la simplicité du gothique méridional.
Du côté Nord, la place Barton fut occupée jusqu'au XVIIe siècle par un cimetière. Une entrée permet d'accéder à la jonction du chœur et de la nef, sous le monumental contrefort nord que l'on a parfois appelé « le petit clocher ». Ce contrefort, seul vestige d'un projet plus ambitieux, n'a pas son pendant au sud. Ici encore, le chevet n'est pas accessible, intégré dans une propriété privée qui constituait jadis l'orangerie de l'évêché.

### Intérieur

#### Nef

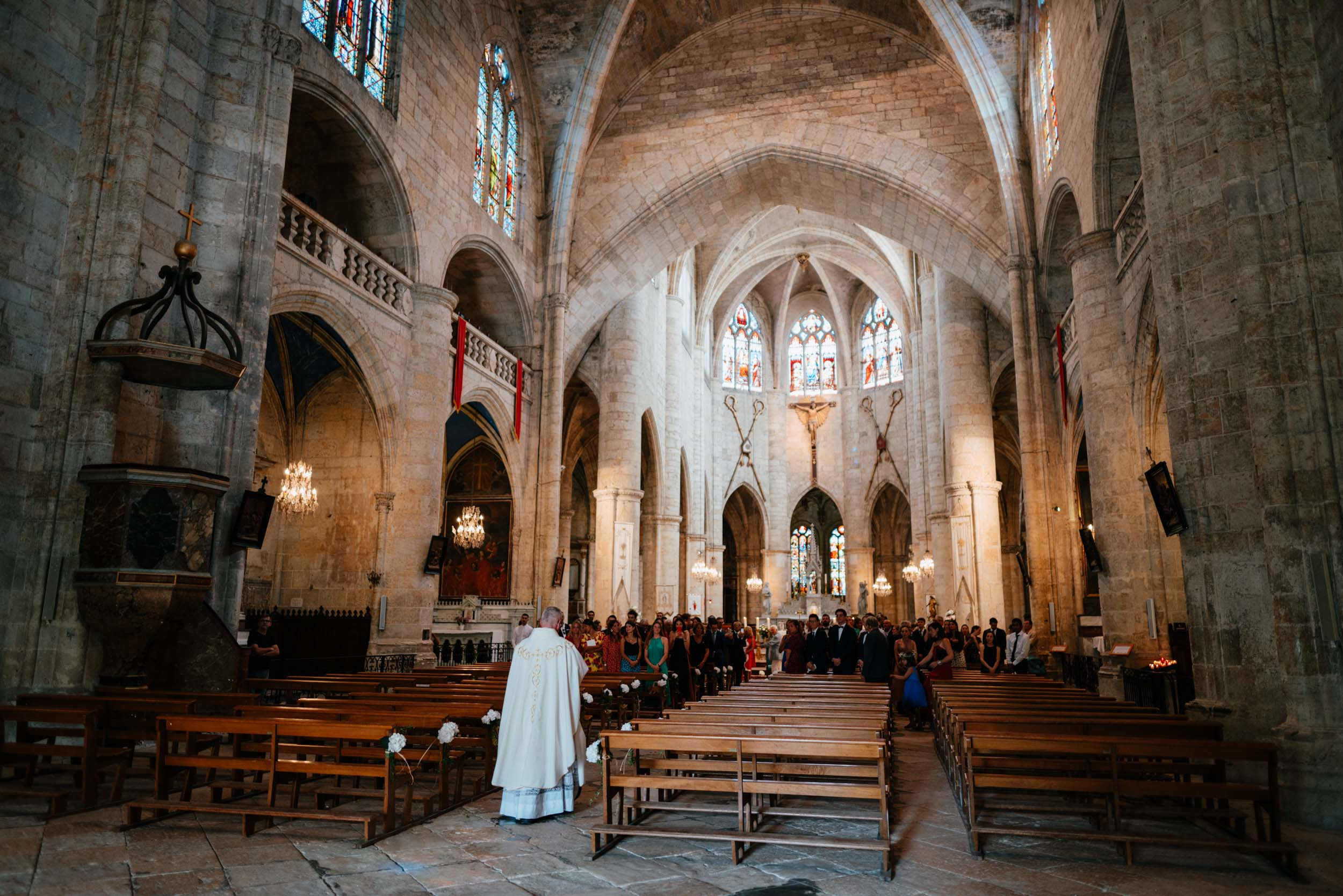
Vue d’ensemble de la nef et du chœur lors d'une cérémonie religieuse
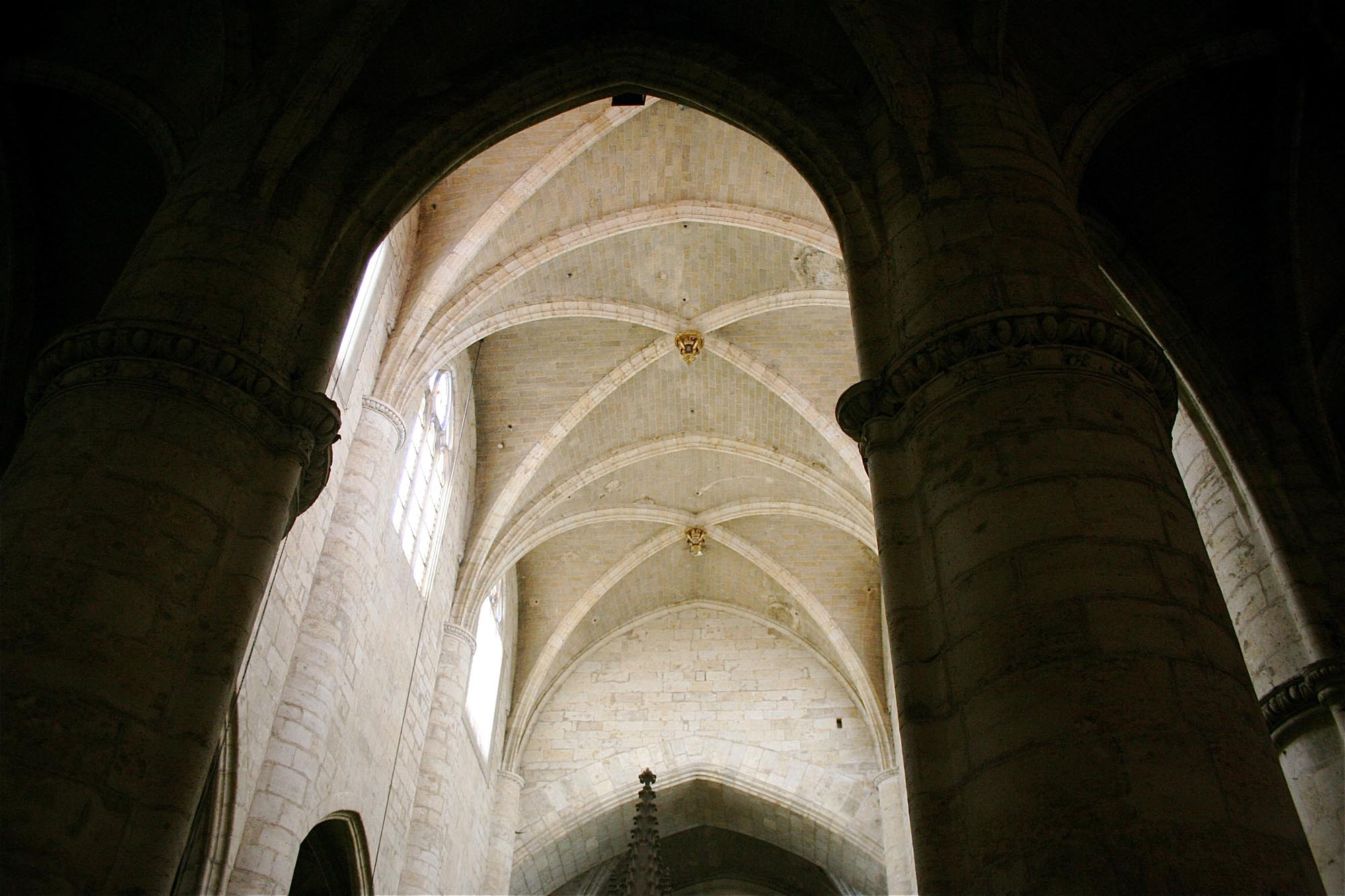
La voûte du chœur et l'arc triomphal, vus du déambulatoire
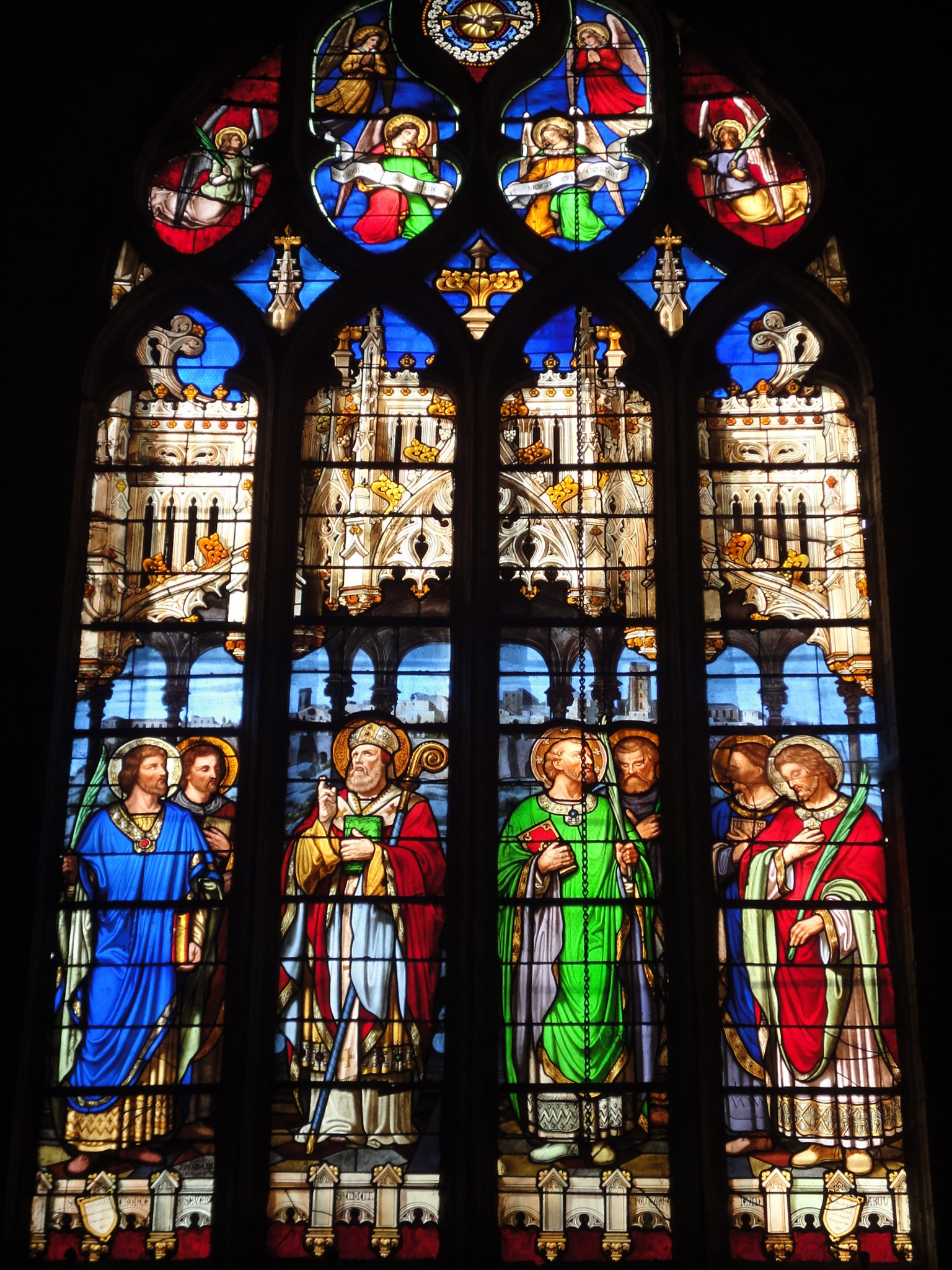
Vitrail XIXe s. représentant les Sept bienheureux évangélisateurs de la Gascogne : saint Clair d’Aquitaine (au centre, en évêque) entouré de ses compagnons, les saints Géronce, Sever, Justin, Polycarpe, Jean et Babyle.
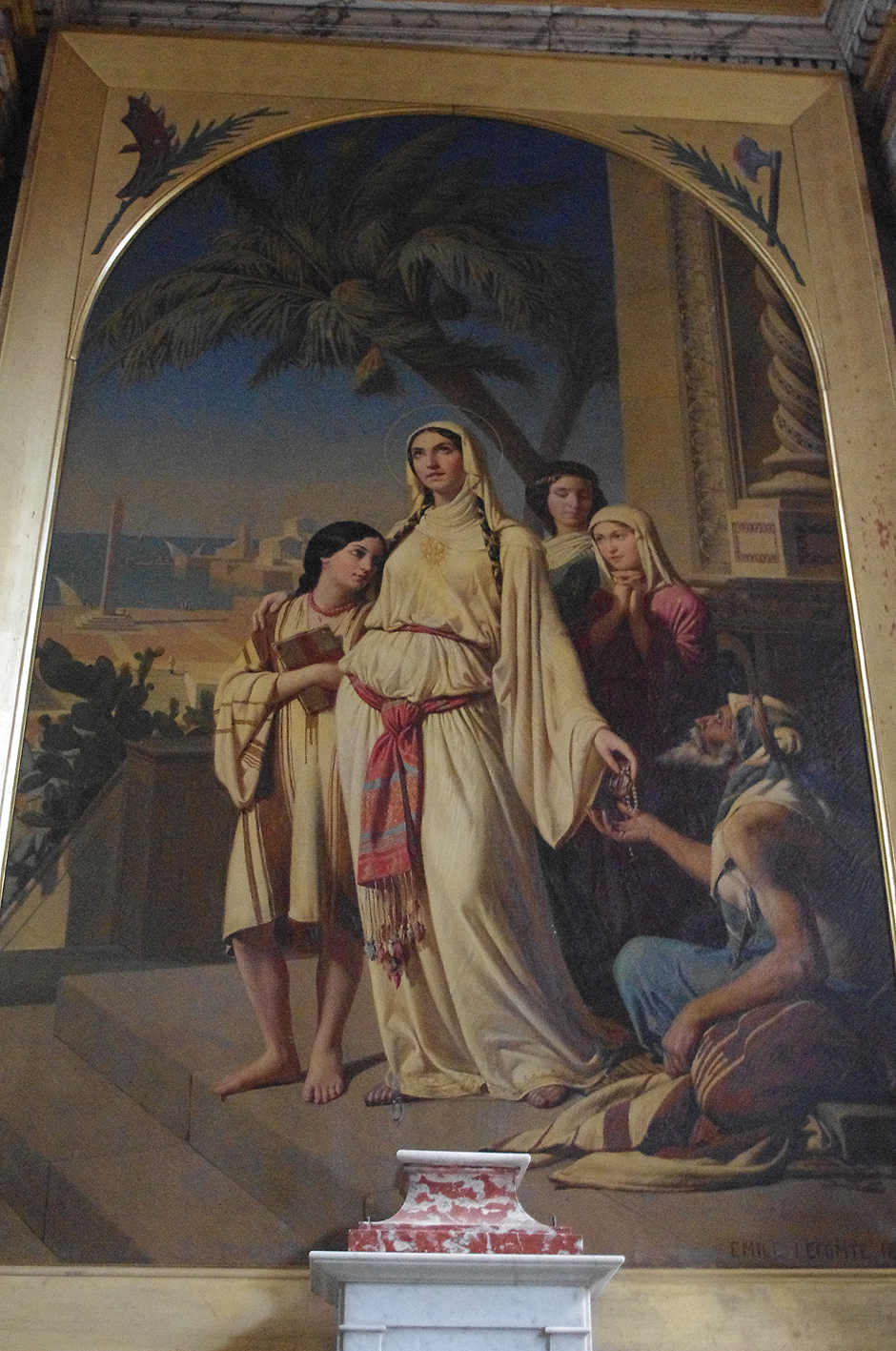
Sainte Catherine faisant l'aumône (1852) d’Émile Lecomte
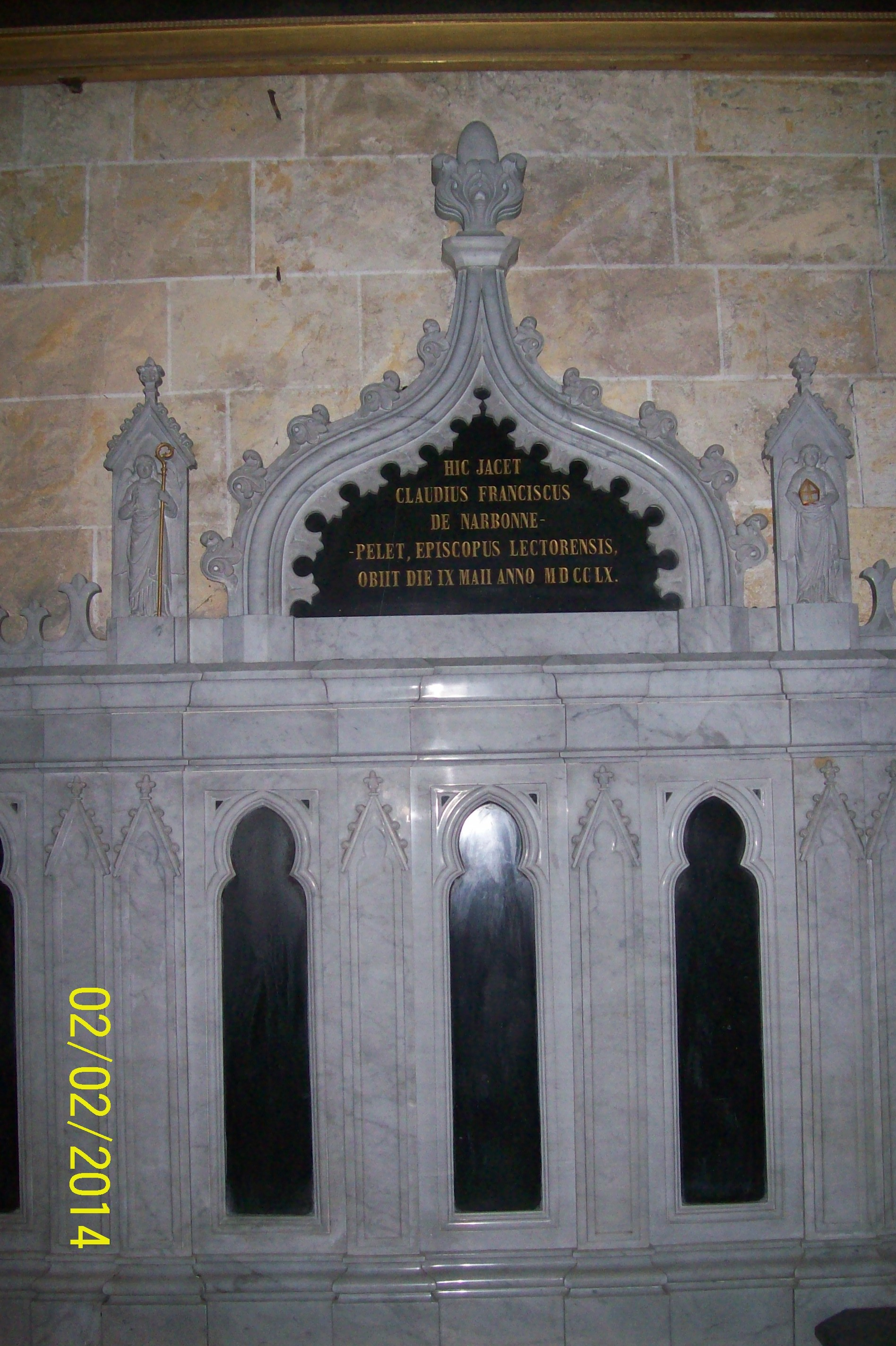
Chapelle funéraire de Claude-François de Narbonne-Pelet
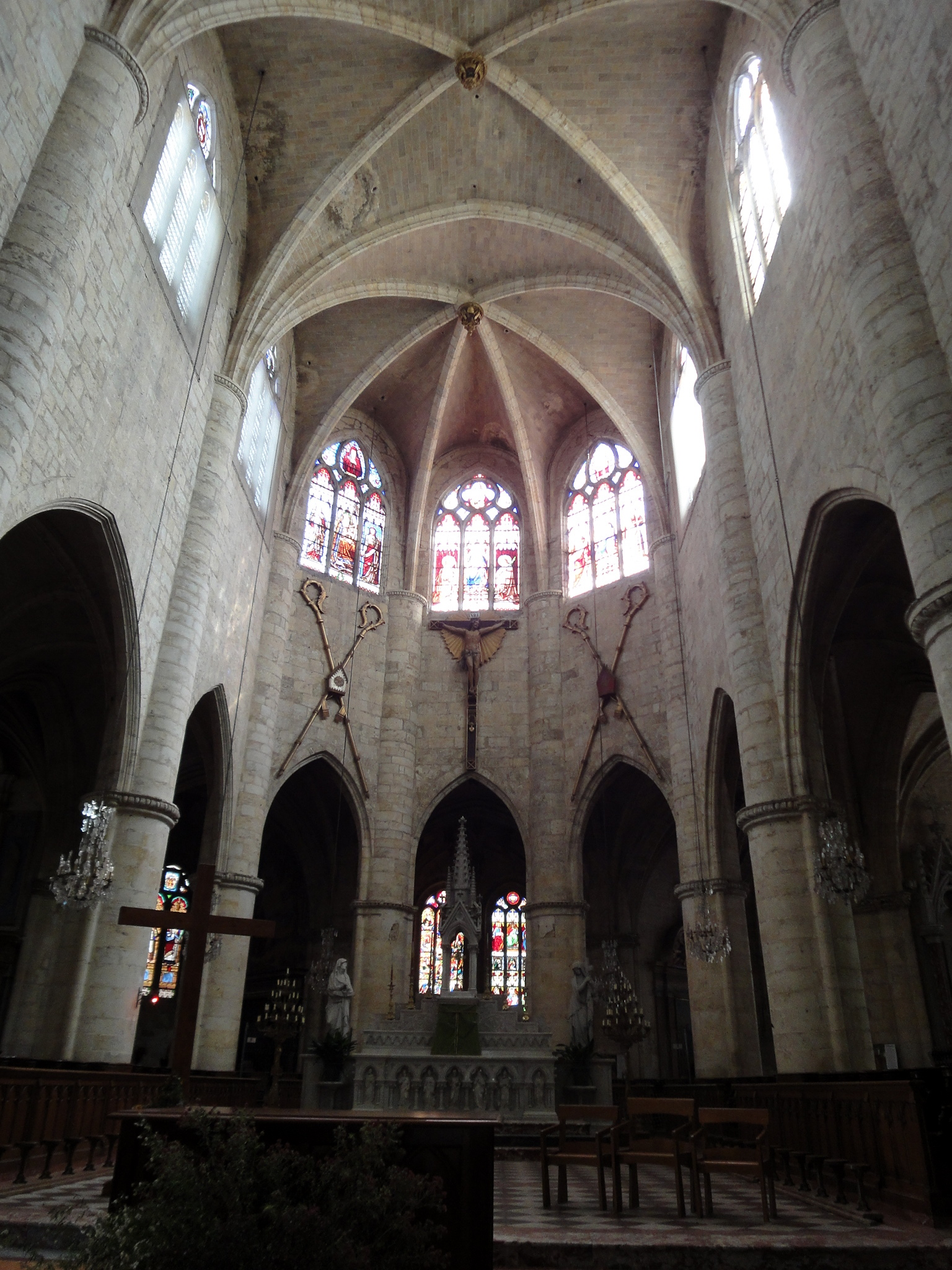
Le chœur

Dès l'entrée, la nef surprend par son ampleur : près de 21 mètres de large, pour une hauteur de voûtes identique. Il s'agit d'une nef unique de type méridional, avec chapelles entre les contreforts, dont le type fut répandu par les Frères prêcheurs après la reconquête qui suivit la guerre contre l'hérésie albigeoise : édifice pouvant être fortifié, nef unique permettant au prédicateur de surveiller ses ouailles et favorisant l'acoustique…
Le chœur qui suit, avec son déambulatoire délimité par des piliers circulaires, fait donc un contraste saisissant, qu'atténue la similitude avec les piliers (qui ne sont que semi-circulaires) séparant en deux les travées de la nef. Les chapelles sont surmontées par les galeries, aux arcs surbaissés et aux balustrades typiques de la région lectouroise. Au-dessus viennent de grandes verrières, dont la première au Nord, accolée au clocher, est aveugle depuis l’origine, donc seulement décorative.

##### Orgue

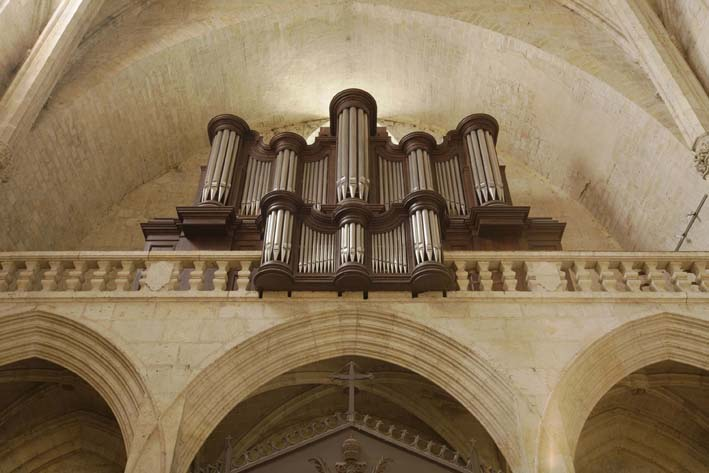
Buffet d’orgue

L’orgue se trouve sur la tribune qui précède la nef, devant la grande verrière de la façade. C’est un instrument construit par Auguste Phébade de 1838 à 1843, de style post-classique qui conserve des éléments de style XVIIIe siècle, avec des apports pré-romantiques de Jules Magen (1858). Il a été restauré en 1894 par Victor Magen, en 1962 par Paul-Marie Koenig (1887-1977), en 1987 par Pierre Vialle. Le buffet, sobre, dépourvu d’ornementation est dû au menuisier de Condom Adolphe Comairas. L’instrument a été classé en 1978.
Composition
| Positif: 54 notes |
| Bourdon 8'        |
| Montre 4'         |
| Flûte 4'          |
| Nazard 2' 2/3     |
| Doublette 2'      |
| Tierce 1' 3/5     |
| Larigot 1' 1/3    |
| Cymbales IV rgs   |
| Trompette 8'      |
| Cromorne 8'       |

| Grand-Orgue: 54 notes |
| Bourdon 16'           |
| Montre 8'             |
| Bourdon 8'            |
| Grosse flûte 8'       |
| Flûte 8'              |
| Prestant 4'           |
| Doublette 2'          |
| Cornet V rgs          |
| Fourniture V rgs      |
| Cymbales IV rgs       |
| Trompette 8'          |
| Clairon 4'            |

| Récit expressif: 42 notes |
| Flûte 8'                  |
| Gambe 8'                  |
| Voix céleste 8'           |
| Flûte octaviante 4'       |
| Octavin 2'                |
| Voix humaine 16'          |
| Trompette harmonique 8'   |
| Hautbois 8'               |

| Pédale: 30 notes |
| Flûte 16'        |
| Flûte 8'         |
| Flûte 4'         |
| Bombarde 16'     |
| Trompette 8'     |
| Clairon 4'       |

Les transmissions sont mécaniques.

##### Chapelles Nord
Les chapelles de la nef possèdent une voûte de croisée d'ogives, avec des clés sculptées et peintes. La première au Nord est dédiée à saint Germain. Une porte dont le linteau est marqué de la date de 1488 donne accès au clocher. La chapelle suivante, dédiée à saint Louis, a un autel avec retable du XVIIe siècle, et un appui de communion en cœur de chêne sculpté. La suivante, celle du Rosaire, possède une statue de la Vierge en bois doré et une balustrade en fer forgé. Enfin la dernière chapelle du côté Nord, toute de marbre gris et noir, est le monument funéraire de Claude-François de Narbonne-Pelet, évêque de Lectoure de 1746 à 1760, installé au XIXe siècle, avec une copie de la Mise au Tombeau de Titien.

##### Chapelles Sud
Du côté Sud, depuis l'entrée et en se dirigeant vers le chœur, on peut voir : la chapelle Saint-Jean-Baptiste, où se trouvent les fonts baptismaux, un autel en marbre du XVIIe siècle. Dans le mur de droite, une piscine est surmontée d'une décoration sculptée dans laquelle on peut voir la représentation du grand portail à gâble de la façade, tel qu'il devait apparaître à l'origine. Elle provient peut-être d’une armoire située à l’origine dans la salle basse du clocher.
La chapelle suivante, Sainte-Croix, a comme celle qui lui fait face une balustrade de chêne de sept panneaux, sculptés de pilastres, de cariatides, motifs floraux et bestiaire fabuleux. La chapelle suivante a un autel et retable du XVIIIe siècle. La dernière est celle du Sacré-Cœur. Elle est entièrement garnie de toiles peintes représentant le chemin de croix. Autel du XVIIIe siècle en marbre.

#### Chœur
Le chœur, dont les plans initiaux remontent à 1540, sous l'évêque Jean de Barton, a subi ensuite des évolutions peu discernables. Il est de dimensions respectables : 24 m de long sur 11 m de large. Sa voûte est plus haute que celle de la nef, ce que ne permet pas de voir l'épais arc triomphal qui les sépare. En fait, on peut voir depuis les combles que cet arc n'en est pas un, mais deux arcs diaphragmes réunis par une voûte qui en constitue l'épaisseur apparente.
Les 36 stalles des chanoines, en bois sculpté, datant du XVIIe siècle, ont été réinstallées au XIXe siècle. Elles présentent une riche décoration sculptée sur les accoudoirs, les parois et les miséricordes, de têtes grotesques et d'animaux fantastiques. Au-dessus des arcades du déambulatoire, les murs du chœur sont percés de grandes verrières. De chaque côté, des crosses épiscopales croisées et des mitres aux couleurs de la ville (gueules et argent), encadrant un grand crucifix, rappellent l'ancien évêché.

#### Déambulatoire
Le déambulatoire se compose de neuf travées : trois de chaque côté perpendiculaires à l'axe du chœur, une travée axiale, et deux travées intermédiaires faisant un angle approximatif de 45 degrés. Une chapelle correspond à chaque travée. La première chapelle du côté Nord, correspondant à la porte percée sur la place Barton, et à l'entrée de la sacristie, a été désaffectée. Reconstruite tardivement, comme sa symétrique au Midi, ses voûtes sont plus basses.
La plupart des chapelles du déambulatoire ont de très belles voûtes croisées d'ogives à liernes et tiercerons et clés très saillantes. La chapelle Sainte-Catherine, qui vient après l'entrée Nord, possède un autel de marbre et un retable en bois. Une plaque rappelle que là avait été inhumé l'évêque Claude-François de Narbonne-Pelet. Dans la chapelle de l’Assomption figure une très belle Assomption en marbre blanc, caractéristique de l'art baroque italien, dont on ne connaît pas la provenance.
Cette statue fut longtemps vénérée sous le nom de Nostra-Dama la Blanca (Notre-Dame la Blanche). La chapelle axiale, dédiée à la Sainte Famille, possède un très bel autel en bois sculpté et doré du XVIIe siècle, qui était jusqu'en 1880 le maître-autel de la cathédrale. Suit la chapelle Saint-Pierre, ancienne sacristie. Puis la chapelle Saint-Clair, où se trouve le reliquaire de Clair d'Aquitaine, évangélisateur de Lectoure après avoir été évêque d'Albi, martyrisé aux pieds des remparts de la cité.
Les reliques de saint Clair furent emportées au IXe siècle à Bordeaux pour les soustraire aux menaces des invasions. Elles restèrent dans l'église Sainte-Eulalie de cette ville jusqu'au 12 octobre 1858, où eut lieu une cérémonie grandiose pour leur translation à Lectoure. Puis la chapelle Sainte-Anne, placée récemment sous le vocable de saint Jacques, et la chapelle Saint-Michel. On notera, à titre de curiosité, qu'aucune chapelle n'est consacrée aux titulaires de la cathédrale, Gervais et Protais, mais que leurs reliques se trouvent dans un reliquaire, dans la chapelle Saint-Clair.

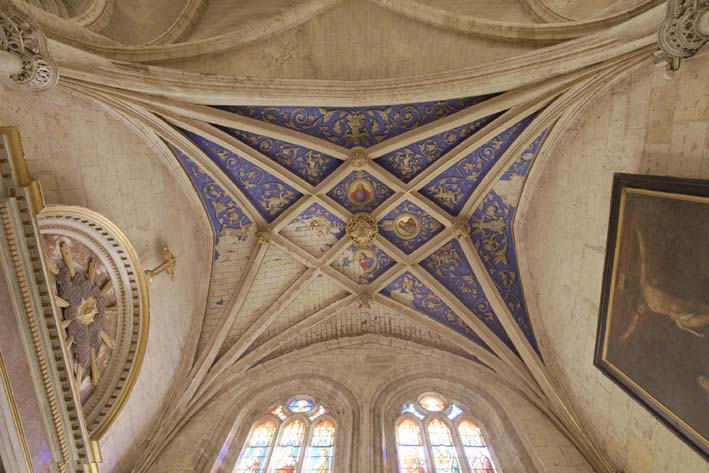
Chapelle du déambulatoire, voûte à liernes et tiercerons
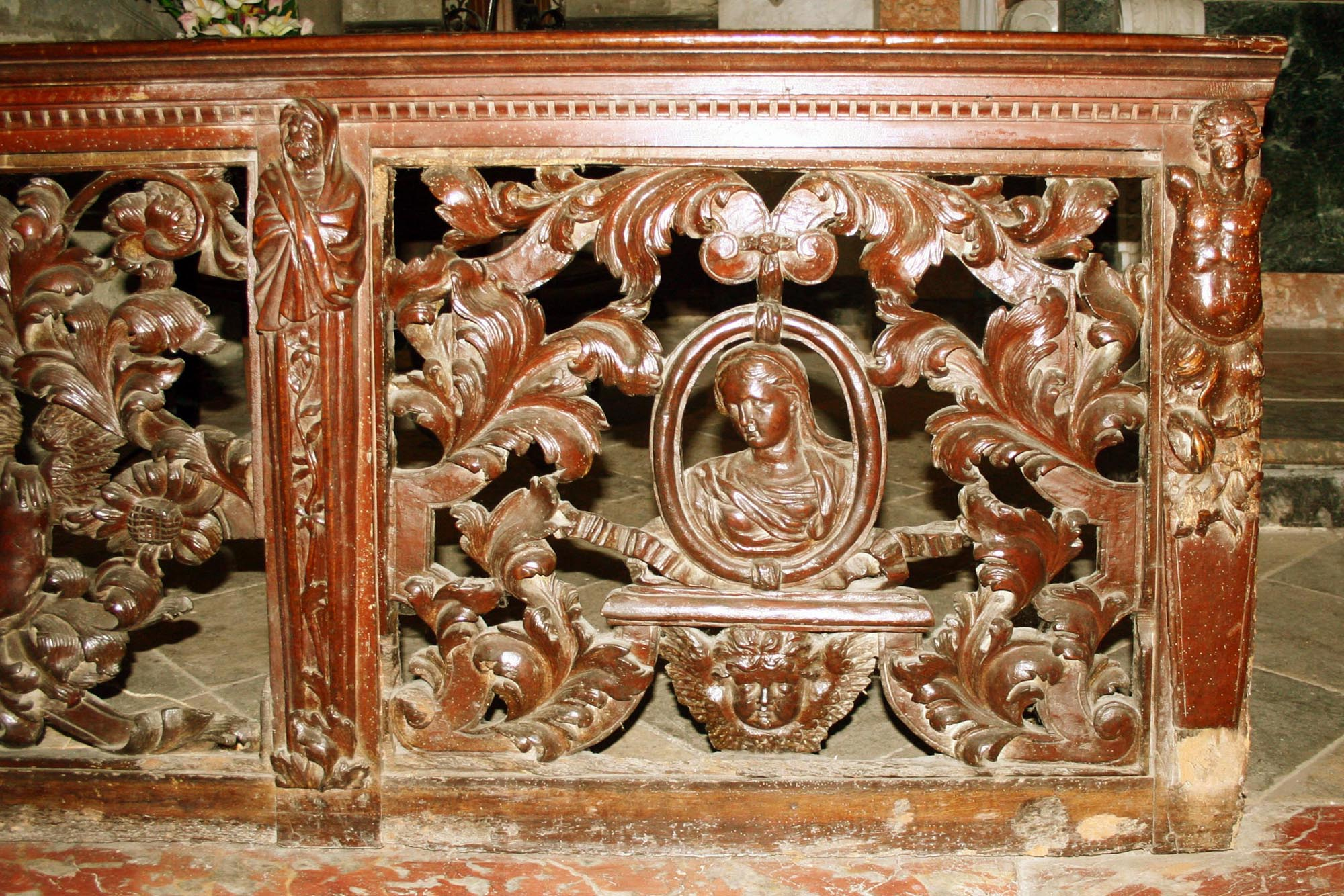
Appui de communion, chapelle Saint-Louis
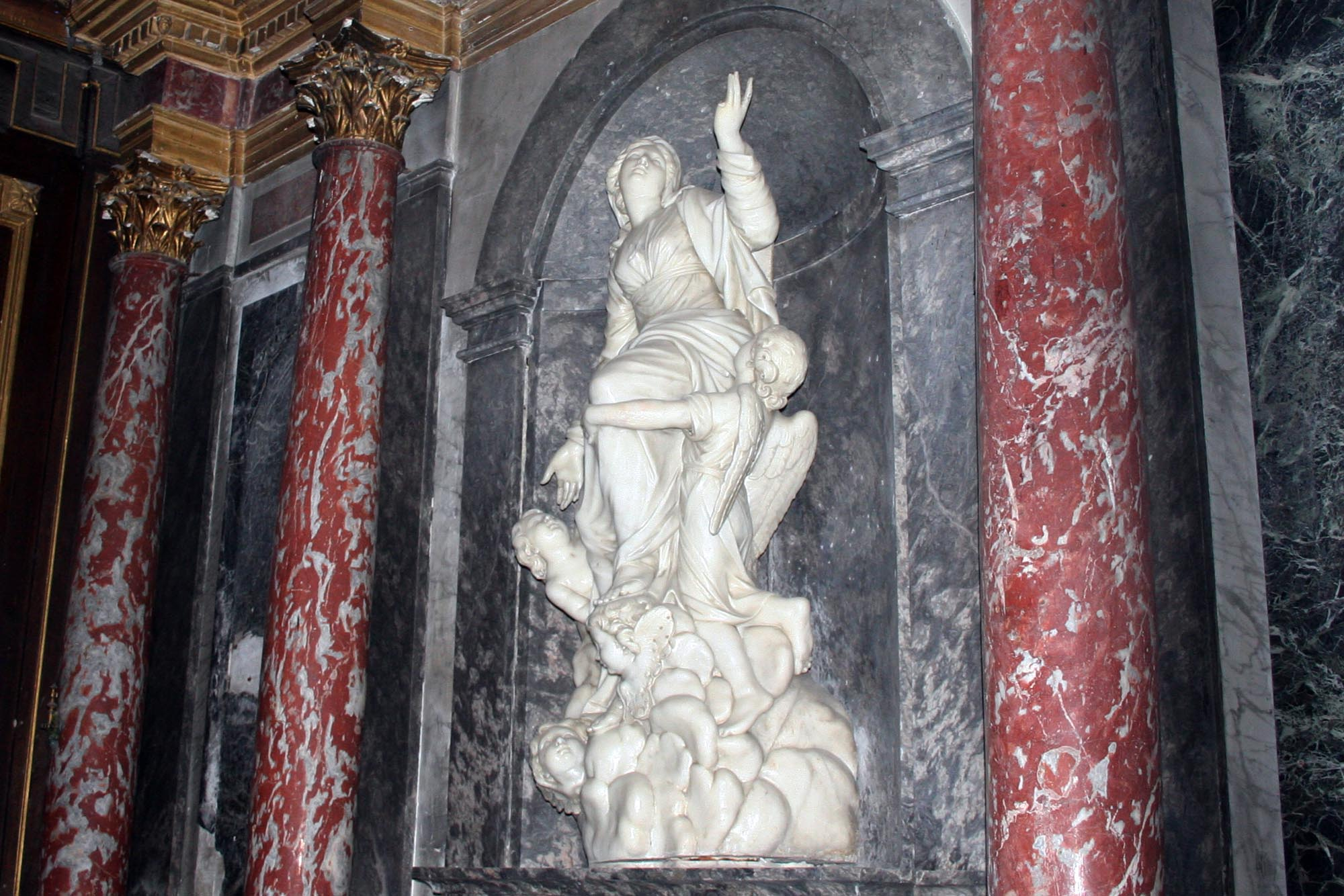
L'Assomption de la Vierge, ou Nostra-Dama la Blanca

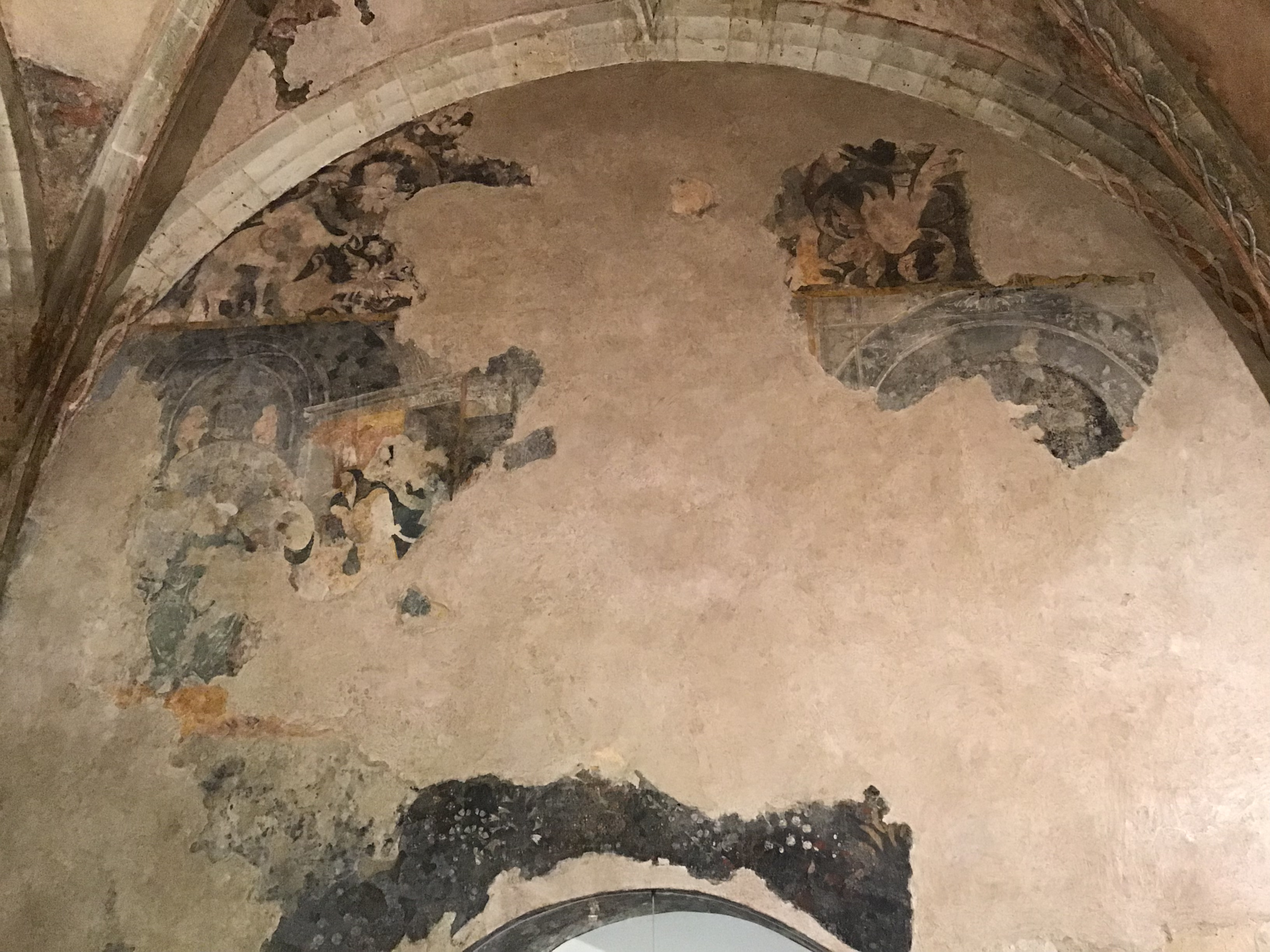
Restes de fresques

#### Musée d'Art sacré
La sacristie, qui se trouve au nord de la nef, et dont le mur extérieur est dans l'alignement des chapelles du chœur, est une ancienne chapelle pour les chanoines. Elle est suivie d'une arrière-sacristie voûtée où subsistent les restes de fresques. L'ensemble est aujourd’hui le musée d'Art sacré où sont exposés de nombreux objets et ornements liturgiques.

#### Mobilier
De nombreux objets (ostensoir, tableau de sainte Catherine, autel, retables, etc.) sont référencés dans la base Palissy (voir les notices liées).

### Sources et bibliographie
- Maurice Bordes (sous la direction de), Sites et Monuments du Lectourois (La Cathédrale Saint-Gervais et Saint-Protais, par Georges Courtès), imprimerie Bouquet, Auch, 1974
- Histoire de Lectoure, sous la direction de Maurice Bordes et Georges Courtès, Lectoure, 1972
- Maurice Bordes, Note sur l’entrée solennelle des évêques de Lectoure, Auch, Bulletin de la société archéologique du Gers, 1er trimestre 1975, 8 p. (lire en ligne), p. 52
- Abbé J. Camoreyt, La cathédrale et le clocher-donjon de Lectoure, Auch, imprimerie Cocharaux, 1942. 103 pp. in-8 br
- Pierre Bonnard, L'ancienne cathédrale de Lectoure, pp. 194-224, dans Congrès archéologique de France. 128e session. Gascogne. 1970, Société française d'archéologie, Paris, 1970